# Haut clergé
Le haut clergé est l'ensemble des prélats de l'Eglise catholique, anglicane et orthodoxe.